# Icono de Bogolioubovo de la Madre de Dios
El icono de Bogolyubovo de la Madre de Dios, también conocido como Theotokos de Bogolyubovo, y en  ruso: Боголюбская икона Божией Матери es un icono venerado en la Iglesia ortodoxa de Rusia desde el siglo XII, a solicitud de Andréi Bogoliubski, en memoria de una aparición de la  Virgen María . Este icono, que se encuentra entre los más antiguos de Rusia, se considera milagroso. Su fiesta se celebra el 1 de julio.
Al igual que el icono de la Virgen de Vladímir, este icono se caracteriza por su suavidad, la emoción y la ternura que despierta a la madre que dirige una oración a su hijo por la humanidad.

## Historia
Según la leyenda, en 1155, cuando el futuro icono de Nuestra Señora de Vladimir fue trasladado de la ciudad de Vychhorod a Zalessia, Andrés I Bogolibbsky tuvo una aparición de la Santísima Virgen en su tienda, que le pidió que colocara este icono en Vladimir. En el lugar de su visión, el príncipe fundó el Castillo de Bogoliubovo en la actual ciudad de Bogoliubovo, cerca de Vladimir. Otro icono fue hecho a petición del príncipe representando su visión. Este último fue colocado, según algunos testimonios, junto con el icono de Nuestra Señora de Vladimir en el lugar donde más tarde se construyó el Castillo de Bogoliubovo.
Según el historiador de arte Levone Nersesian: 

Como todos los iconos, éste ha sido restaurado muchas veces, y a veces por métodos que ya no nos permiten retroceder en el tiempo y están muy alejados de los métodos actuales. A principios del siglo XX apareció como una acumulación de levkas y muchas capas de pintura. Además, se mantuvo en condiciones - estoy pensando sobre todo en la temperatura y la humedad - que en aquella Edad Media y en los tiempos modernos a nadie le importaba... .

Durante la segunda mitad del siglo XX el icono fue restaurado varias veces. Desde 1992 el original del icono ha estado en el Convento Kniaguinin en Vladimir. Sin embargo, debido a su degradación, desde el 4 de junio de 2009 el icono está en el Museo-reserva Vladimir-Suzdal para su restauración.

## Iconografía
El icono representa a la Virgen María sin su hijo, de pie, rezando ante el Señor que aparece en un cuadrante del cielo en el lado del icono. En las manos de la Virgen, los iconos de este tipo representan un pergamino en el que está escrita una oración dirigida a Dios.
Hay muchas variaciones de este icono en el que la Virgen está arrodillada, la mayoría de las veces con Andrei Bogoliobovsky a su lado. Pertenece al tipo Agiosoritissa (a veces llamado el icono de Deisis) con la diferencia de que el Deisis ya no está completo sin la representación de Jesucristo. Pero la Virgen aparece en su papel de intercesora, defensora de la humanidad ante su hijo Jesús. Como en los tipos orante y odigitria ella muestra el camino hacia Dios y está en oración ante su hijo.

## Copias de los iconos de Bogoliobovo

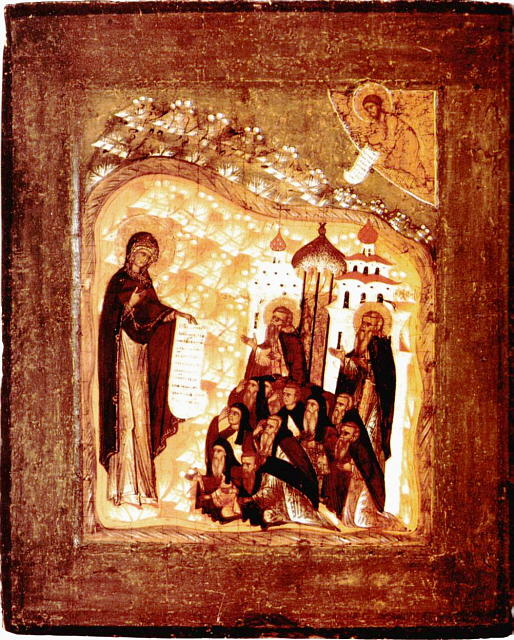
Nuestra Señora de Bogolyubovo con San Zosim y Savvatti en el cementerio de Volkovo, San Petersburgo;

Este icono de Bogoliobovo se considera milagroso y se ha convertido en un modelo frecuentemente utilizado para crear copias oficiales cuya composición es independiente del original pero que siguen siendo muy respetadas y honradas por los fieles y que los rusos llaman spiski.